# Zesdaagse van Grenoble

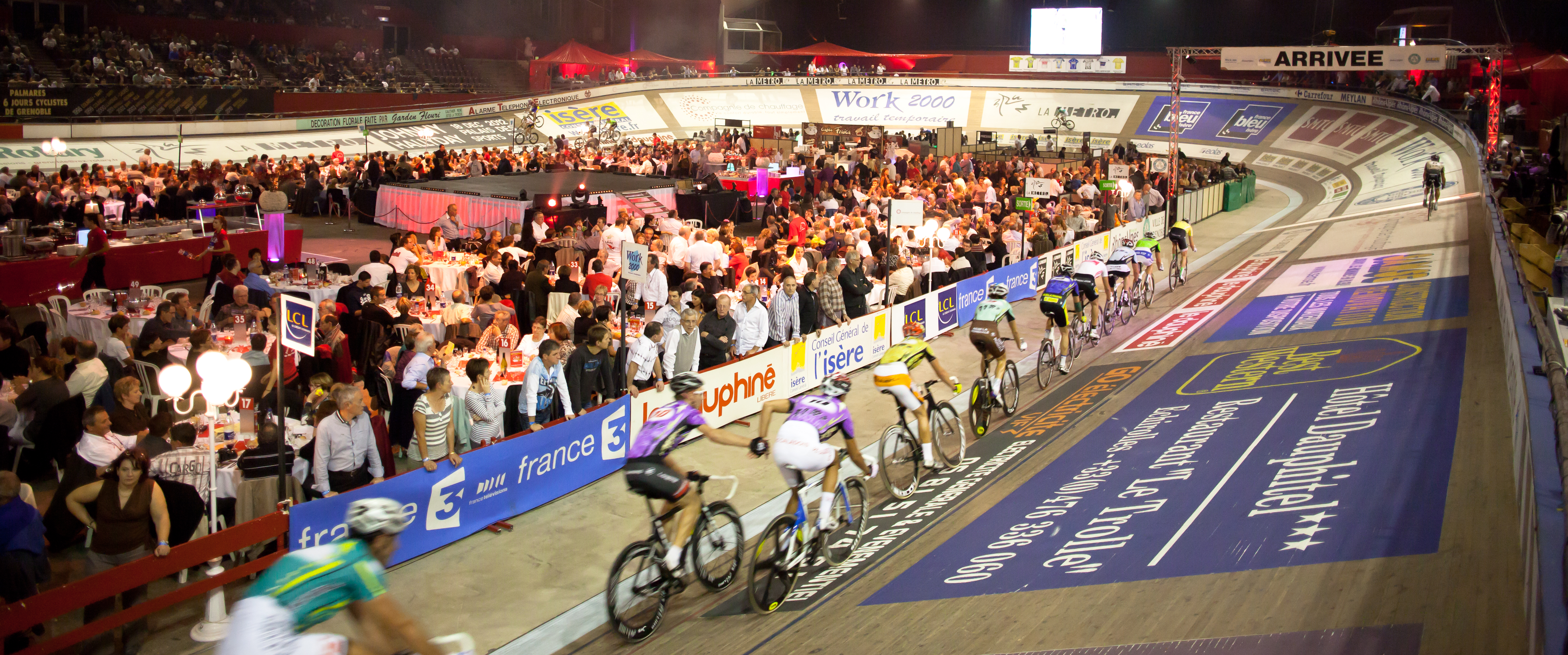
de Zesdaagse van Grenoble in 2011

De Zesdaagse van Grenoble is een jaarlijkse wielerwedstrijd die teruggaat tot het jaar 1971. De eerste zesdaagse werd in dat jaar gewonnen door het Frans/Nederlandse koppel Alain Van Lancker en Peter Post. De wedstrijd vierde in 2010 zijn 40e editie en werd vanaf 1971 georganiseerd met slechts een onderbreking in 1985. Het jaar 1971 is het enige jaar waarin deze zesdaagse tweemaal werd gehouden.
De zesdaagse van Grenoble wordt gehouden in het Palais des Sports in Grenoble op een houten indoorbaan met een lengte van 200 meter. In 2012 en 2013 was de wedstrijd een vierdaagse, in 2014 was het een driedaagse.
Het record van meeste overwinningen in de zesdaagse van Grenoble wordt gehouden door de Zwitser Franco Marvulli met zes overwinningen, gevolgd door Adriano Baffi, Alain Van Lancker, Alexander Aeschbach, Patrick Sercu, elk met 4 overwinningen.

## Lijst van winnende koppels
| jaar   | koppel                                                      |
| ------ | ----------------------------------------------------------- |
| 2014   | Thomas Boudat (Fra) – Vivien Brisse (Fra)                   |
| 2013   | Morgan Kneisky (Fra) – Vivien Brisse (Fra)                  |
| 2012   | Iljo Keisse (Bel) - Kenny De Ketele (Bel)                   |
| 2011   | Iljo Keisse (Bel) – Morgan Kneisky (Fra)                    |
| 2010   | Franco Marvulli (Zwi) – Alexander Aeschbach (Zwi)           |
| 2009   | Franco Marvulli (Zwi) – Luke Roberts (Aus)                  |
| 2008   | Michael Mørkøv (Den) – Alex Rasmussen (Den)                 |
| 2007   | Michael Mørkøv (Den) – Alex Rasmussen (Den)                 |
| 2006   | Franco Marvulli (Zwi) – Alexander Aeschbach (Zwi)           |
| 2005   | Matthew Gilmore (Bel) – Iljo Keisse (Bel)                   |
| 2004   | Franco Marvulli (Zwi) – Alexander Aeschbach (Zwi)           |
| 2003   | Franco Marvulli (Zwi) – Alexander Aeschbach (Zwi)           |
| 2002   | Adriano Baffi (Ita) – Marco Villa (Ita)                     |
| 2001   | Franco Marvulli (Zwi) – Alexander Aeschbach (Zwi)           |
| 2000   | Juan Llaneras (Spa) – Isaac Gálvez (Spa)                    |
| 1999   | Adriano Baffi (Ita) – Andrea Colinelli (Ita)                |
| 1998   | Adriano Baffi (Ita) – Andrea Colinelli (Ita)                |
| 1997   | Tayeb Braikia (Den) – Jacob Piil (Den)                      |
| 1996   | Adriano Baffi (Ita) – Giovanni Lombardi (Ita)               |
| 1995   | Marco Villa (Ita) – Silvio Martinello (Ita)                 |
| 1994   | Dean Woods (Aus) – Jean-Claude Colotti (Fra                 |
| 1993   | Gilbert Duclos-Lassalle (Fra) – Pierangelo Bincoletto (Ita) |
| 1992   | Gilbert Duclos-Lassalle (Fra) – Pierangelo Bincoletto (Ita) |
| 1991   | Jean-Claude Colotti (Ita) – Philippe Tarantini (Ita)        |
| 1990   | Laurent Biondi (Ita) – Laurent Fignon (Fra)                 |
| 1989   | Gilbert Duclos-Lassalle (Fra) – Danny Clark (Aus)           |
| 1988   | Charly Mottet (Fra) – Roman Hermann (Lie)                   |
| 1987   | Charly Mottet (Fra) – Bernard Vallet (Fra)                  |
| 1986   | Francesco Moser (Ita) – Anthony Doyle (Gbr)                 |
| 1984   | Bernard Vallet (Fra)– Gert Frank (Den)                      |
| 1983   | Daniel Gisiger (Zwi) – Patrick Clerc (Fra)                  |
| 1982   | Bernard Vallet (Fra – Gert Frank (Den))                     |
| 1981   | Patrick Sercu (Bel) – Urs Freuler (Zwi)                     |
| 1980   | Danny Clark (Aus) – Bernard Thévenet (Fra)                  |
| 1979   | René Pijnen (Ned) – Francesco Moser (Ita)                   |
| 1978   | Patrick Sercu (Bel) – Dietrich Thurau (Dui)                 |
| 1977   | René Pijnen (Ned) – Francesco Moser (Ita)                   |
| 1976   | Günther Haritz (Dui) – Bernard Thevenet (Fra)               |
| 1975   | Patrick Sercu (Bel) – Eddy Merckx (Bel)                     |
| 1974   | Alain Van Lancker (Fra) – Jacky Mourioux (Fra)              |
| 1973   | Patrick Sercu (Bel) – Eddy Merckx (Bel)                     |
| 1972   | Alain Van Lancker (Fra) – Cyrille Guimard (Fra)             |
| 1971-2 | Alain Van Lancker (Fra) – Jacky Mourioux (Fra)              |
| 1971-1 | Peter Post (Ned) – Alain Van Lancker (Fra)                  |